# Бундале, Ян ван
Ян ван Бундале, или Жан де Клерк (нидерл. Jan van Boendale, или Jan Deckers, фр. Jan de Klerk, или Jan de Klerk; 1279 или 1280, Тервюрен — 1348, 1350 или 1351, Антверпен) — нидерландский хронист, писатель и поэт, автор рифмованной хроники «Брабантcкие деяния» (нидерл. Brabantse Yeesten) и др. сочинений по истории герцогства Брабант.

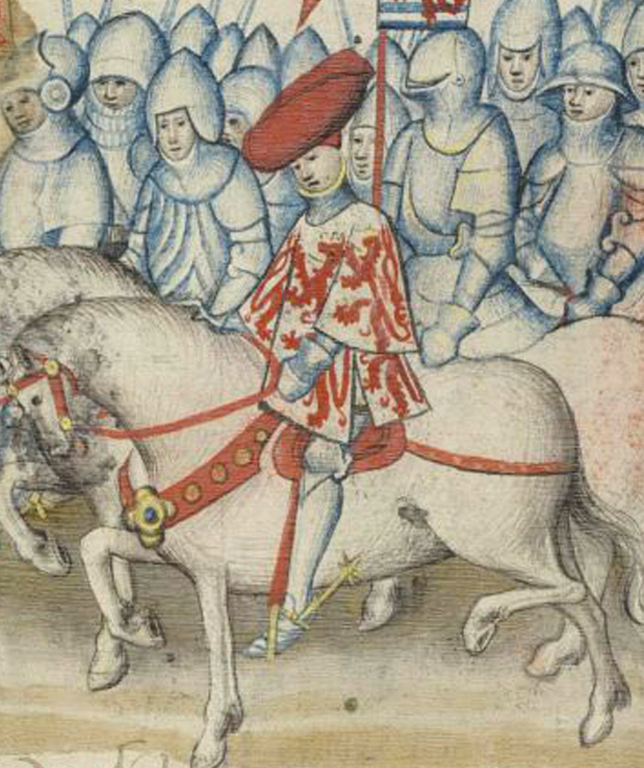
Герцог Лимбургский в походе. Миниатюра рукописи «Брабантcких деяний» Яна ван Бундале XV в. (MS IV 684)

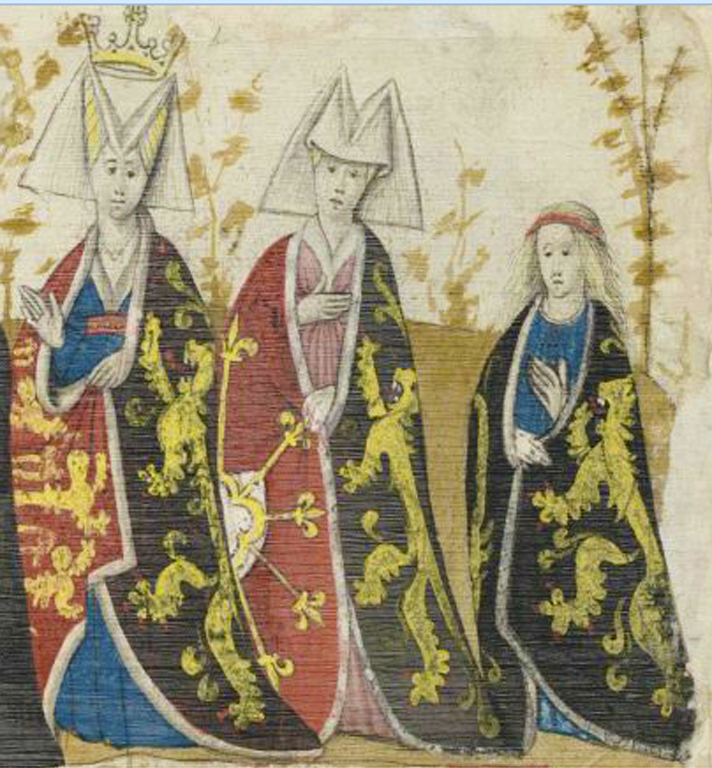
Дочери графа Лувена Готфрида I Бородатого (ум. 1139). Миниатюра рукописи «Брабантcких деяний» Яна ван Бундале

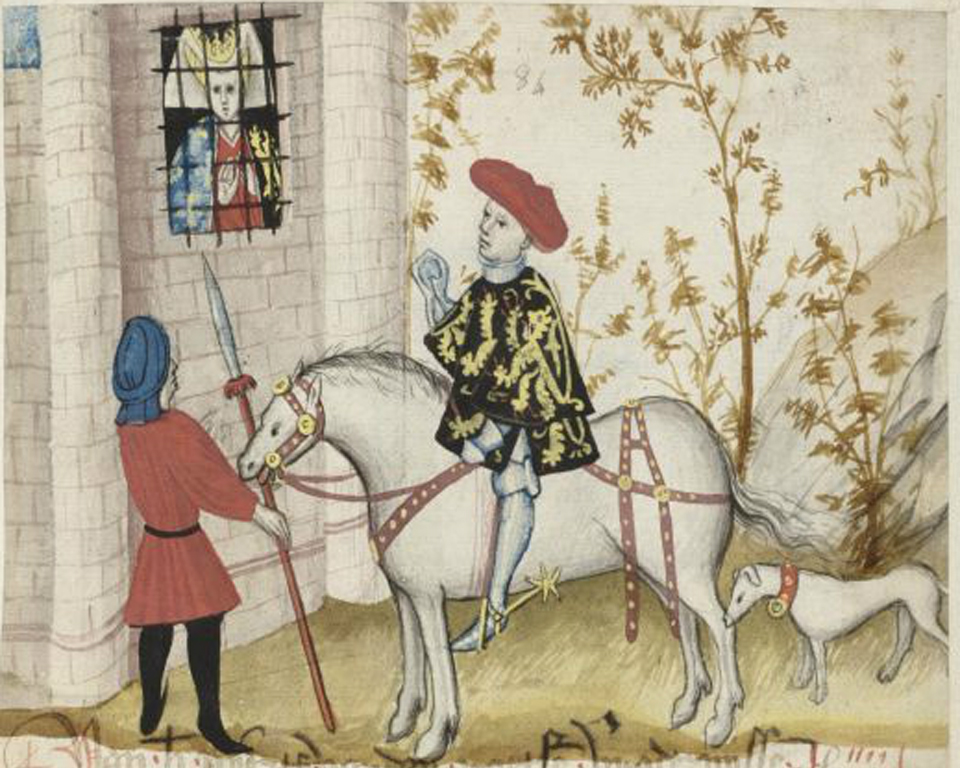
Заключение Марии Брабантской в темницу её супругом герцогом Баварии Людвигом II Строгим (1256). Миниатюра рукописи «Брабантcких деяний» Яна ван Бундале

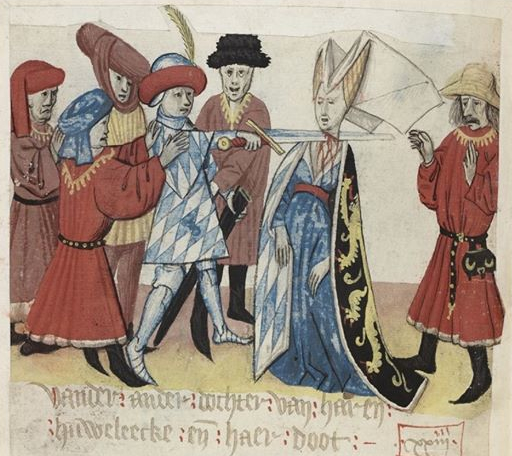
Казнь Марии Брабантской. Миниатюра рукописи «Брабантcких деяний» Яна ван Бундале

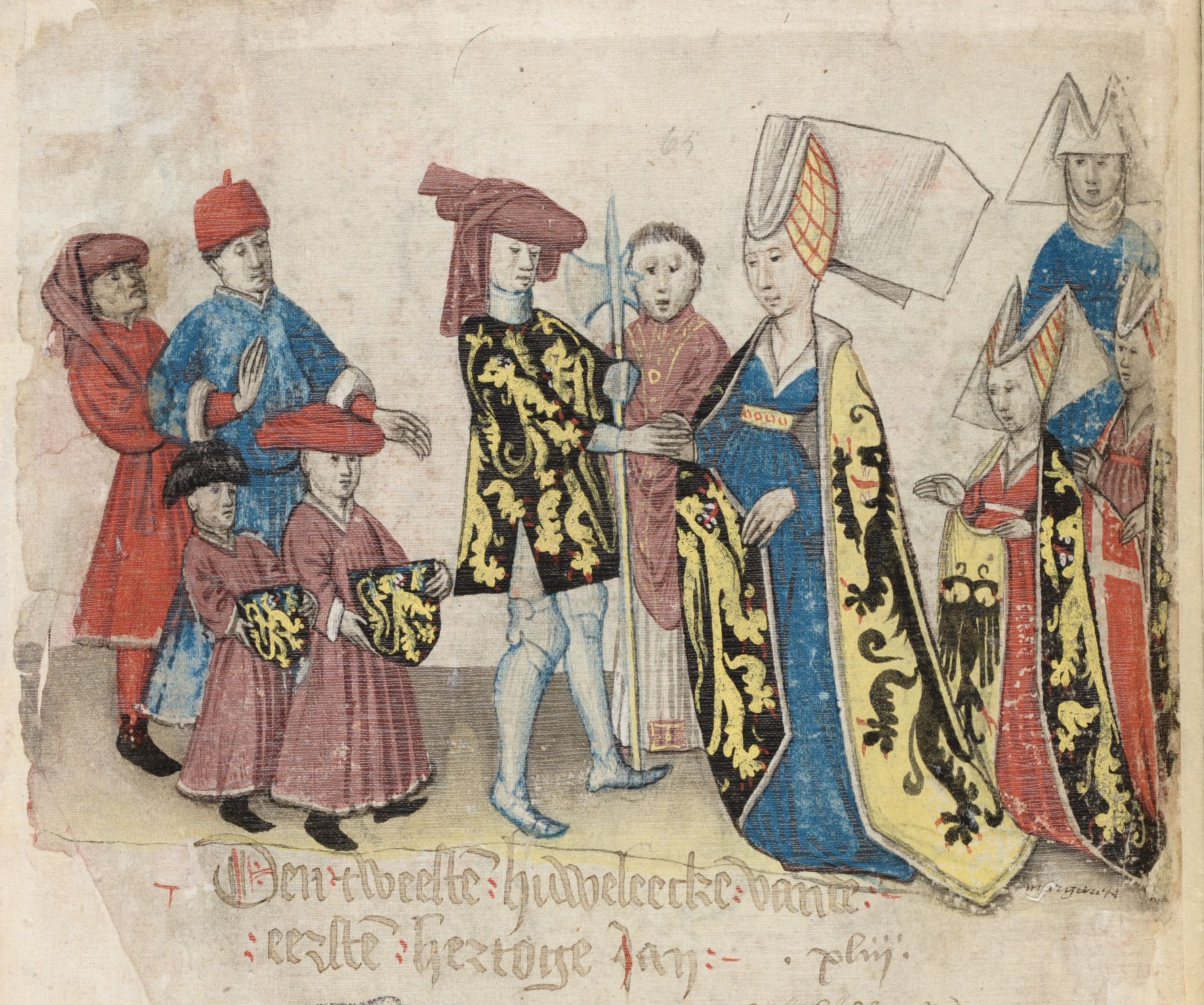
Обручение герцога Жана I с Маргаритой Французской (1267). Миниатюра рукописи «Брабантcких деяний» Яна ван Бундале

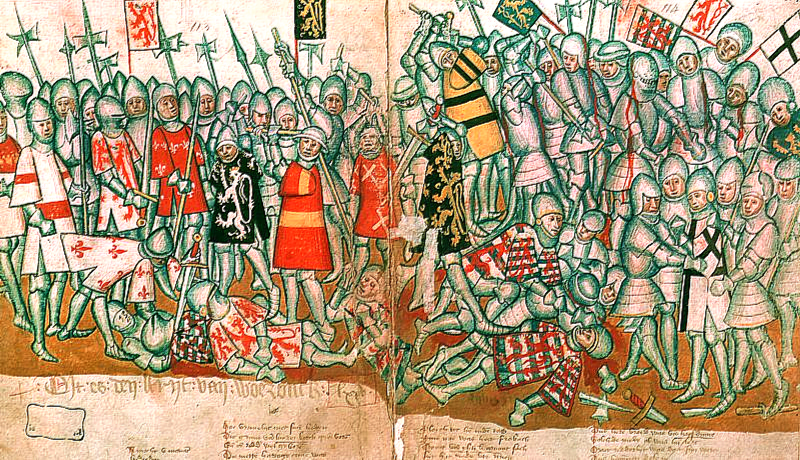
Битва при Воррингене (1280). Миниатюра рукописи «Брабантcких деяний» Яна ван Бундале сер. XV в.

## Биография
Родился около 1280 года в Тервюрене близ Брюсселя (совр. провинция Фламандский Брабант). Из записи в рукописи одного из его сочинений «Убеждения Яна» из Бодлианской библиотеки Оксфордского университета можно заключить, что местом его рождения был не сам Тервюрен, а располагавшаяся неподалёку от него деревня Бундале (нидерл. Boendale).
Возможно, получил церковное образование, поскольку неплохо знал латынь. При этом неясно, имел ли он при этом духовный сан. В зрелом возрасте осел в Антверпене, в документах архивов которого упоминается в качестве секретаря местного городского совета (лат. John dictus de Boendale Clericus Oppidi). Свою должность занимал, как минимум, с 1312 года, поскольку под этой датой уже записан в ней как участник съезда представителей штатов в Тервюрене. В 1324 году являлся посланником при антверпенской коллегии эшевенов.
Со временем приобретя широкие связи, был вхож во дворцы высшей знати Брабанта. В 1332 году находился при войске герцога Жана III Победителя, став очевидцем сражения при Элесине. В 1340 году встречался с высадившимся во Фландрии королём Англии Эдуардом III и лидером проанглийской партии Гента Якобом ван Артевелде.
Имея в целом неплохую репутацию, обвинялся в вымогательстве денег у рыночных торговцев одеждой.
Вплоть до самой своей смерти в 1348, 1350 или 1351 году, проживал в Антверпене, периодически отлучаясь для участия в судебных разбирательствах и выполнения дипломатических миссий от имени города.

## Сочинения
Перу Яна ван Бундале принадлежит, как минимум, 10 сочинений, написанных, в основном, на брабантском диалекте средненидерландского языка:
- «Брабантcкие деяния» (нидерл. Brabantse Yeesten, 1316—1350) — хроника, в метрических стихах излагающая историю герцогства Брабант со времён Меровингов (VII в.) до 1350 года[10], с описанием героических деяний его правителей, происхождение которых выводится от мифических троянцев.
- «Краткая хроника Брабанта» (нидерл. Korte kroniek van Brabant, 1322—1333) — сокращение предыдущей, со значительными различиями в именах и фактах, что ставит порой под сомнение авторство ван Бундале. Первая редакция её, написанная в 1322 году в Антверпене, возможно, и принадлежит перу последнего[11], но вторая, относящаяся к 1332—1333 годам, скорее всего, составлена неизвестным автором.
- «Сидрак» (нидерл. Sidrac, между 1318 и 1329) — переложение созданной между 1270 и 1300 годами старофранцузской «Книги Сидрака»[англ.], морально-дидактической «энциклопедии всех наук», составленной в виде ответов одноимённого философа на вопросы мифического вавилонского царя Боктуса[12].
- «Зеркало мирян» (нидерл. Der leken spiegel, 1325—1330) — морально-дидактическая поэма, заключающая в себе, наряду с восхвалением радостей брака и благочестивой жизни, своеобразную энциклопедию современных автору представлений об окружающем мире.
- «Об Эдуарде III» (нидерл. Van den derden Eduwaert, между 1341 и 1350 годами) — рифмованная хроника, состоящая из 2018 стихов[11] и посвящённая войне этого английского монарха с французами во Фландрии и Брабанте в 1338—1340 годах.
- «Мелибей» (нидерл. Melibeus, 1342) — переложение старофранцузского перевода «Книги утешения и совета» (лат. Liber consolationis et consilii) итальянского автора первой половины XIII века Альбертано Брешианского[англ.], содержащей морально-дидактический диалог между пострадавшим от грабителей горожанином Мелибеем и его рассудительной супругой, послужившей, в частности, источником сюжета для одного из «Кентерберийских рассказов» Джефри Чосера.
- «Убеждения Яна» (нидерл. Jans Teesteye, между 1330 и 1334) — полемическое сочинение в форме диалога, содержащее критику современных актору общественных устоев.
- «Наставление в управлении единым государством» (нидерл. Hoemen ene stat regeren sal, 1350) — морально-дидактическая поэма из двадцати стихов, содержащая указания городским властям относительно их обязанностей перед подданными и требующая от них, помимо благочестия, справедливого правления и беспристрастного суда. Приобрела широкую известность в Нидерландах и Германии, использовалась в надписях на городских ратушах, и сегодня её, к примеру, можно видеть в Зале бракосочетаний мэрии Брюсселя.
- «Доктрина Дитше» (нидерл. Dietsche doctrinale, 1345) — переложение трактата Альбертано из Брешии «De amore et diledione Dei etproximi et aliarum rerum et deforma uitae» (1238). Авторство ван Бундале в отношении этого сочинения убедительных доказательств не получило до сих пор.
- «Книга казней божьих» (нидерл. Boec van der wraken, 1346—1351), морально-дидактический труд, в котором современные автору события критикуются на основе примеров из Священного писания[11].

### «Брабантские деяния»
Рифмованная хроника, написанная между 1316 и 1350 годами по заказу городских старейшин Антверпена, в том числе Виллема Борнхолве, излагает историю Брабанта и сопредельных стран со времён мифических троянских прародителей, франков и Пипина Ланденского (первая пол. VII в.) до правления герцога Жана III (сер. XIV в.) и состоит из пяти книг, включающих в себя 16 318 стихов. Ещё две книги, VI-я и VII-я, представляют собой продолжение хроники, составленное анонимным автором между 1440 и 1470 годами.
Как историк, ван Бундале опирался на различные источники, в том числе «Хронику происхождения Брабантских герцогов» (лат. Chronica de origine ducum Brabantiae, 1294) и несколько родословных Лувенского дома. Но основным его источником являлось «Историческое зерцало» (нидерл. Spieghel historiael, 1285) Якоба ван Марланта, содержание которого почти повторяют первые три книги «Брабантских деяний». Как поэт и моралист, ван Бундале всецело находился под влиянием взглядов этого «отца всех фламандских поэтов», в творчестве которого демократические и гуманистические идеи ещё сочетались с феодально-клерикальными воззрениями.
Во вступлении ван Бундале пишет, что поставил себе целью «правдиво» изложить историю Брабанта, подняв престиж своей родины перед соседними государствами и параллельно обосновав с помощью генеалогических изысканий династические права герцогской династии.
В первой книге своей хроники он подробно излагает происхождение брабантских герцогов от Гектора Троянского, внезапно перейдя к 580-м годам, временам Меровингов, заканчивая её смертью Пипина Коротского (768). Вторая книга целиком посвящена сыну последнего, королю франков и императору Карлу Великому. В третьей рассказывается о знаменитых могилах в окрестностях Лувена и Брюсселя, с акцентом на деяниях одного из предводителей Первого крестового похода Годфрида Бульонского.
Четвёртая книга посвящена герцогам Нижней Лотарингии Годфриду I Бездетному (1012—1023), Годфриду II Бородатому (1065—1069) и Годфриду III Горбатому (1069—1076), а также герцогам Брабанта Хендрику I (1183—1235), Хендрику II (1235—1248) и Хендрику III (1248—1261) и Жану I (1267—1294), победителю в битве при Воррингене (1288). Пятая, и последняя книга, рассказывает о правлении в Брабанте герцогов Жана II Тихого (1294—1312) и Жана III Победителя (1312—1355).
Несмотря на то, что в последней книге своей хроники ван Бундале описывает многие события как очевидец, об объективности его как историка, исходя из заявленных им самим задач, говорить не приходится; вместе с тем, его обстоятельный труд представляет несомненную ценность в качестве не столько исторического, сколько литературного памятника.
Исследователи выделяют не менее пяти редакций «Брабантских деяний»: 1316, 1318, 1324, 1335 и 1348 годов. Сохранились они в пяти рукописях, из которых четыре содержат полный текст, а одна заключает в себе лишь пять первых книг. Почти все манускрипты относятся ко второй половине XV века.
В 1970 году, в качестве обмена с Национальным архивом, Королевская библиотека Бельгии приобрела два новых манускрипта хроники на бумаге, датированных первой половиной XV века. Первая из них (MS IV 684) содержит текст только четвёртой книги и проиллюстрирована 69 реалистичными миниатюрами, что делает её единственной сохранившейся иллюминированной рукописью сочинения ван Бундале. Другая (MS IV 685) содержит пятую книгу, проиллюстрировать которую, видимо, не успели, оставив для миниатюр пустые места.
Обе рукописи, несмотря на свою неполноту, содержащие прямые указания на авторство ван Бундале, происходят из собрания бенедиктинского аббатства Аффлигем и попали в Национальный архив Бельгии в 1835 году благодаря коллекционеру рукописей Пьеру Франсу Гизелю, выкупившему их у табачного торговца, собиравшегося использовать их листы в качестве обёрточной бумаги.
Впервые «Брабантские деяния» были напечатаны в 1497 году в Антверпене Роландом ван ден Дорпом, и в 1518 и 1530 годах там же переизданы Яном ван Дусборхом.
В 1839 году хроника ван Бундале была переведена на французский язык голландским филологом и историком Яном Франcем Виллемсом.

### «Зеркало мирян»
Морально-дидактическая поэма в четырёх книгах, из 21 818 стихов, прославляющая нравственные устои брабантского бюргерства, представляющая собой также своеобразную энциклопедию представлений об окружающем мире. Составленная по заказу брюссельского рыцаря Рогира ван Леевдале и его супруги Агнессы ван Клифф, она на примерах из Священного Писания восхваляет радости законного и благополучного брака, дополняя морализаторские рассуждения необходимым минимумом сведений естественнонаучного, исторического и богословского характера, в основном извлечённых из «Великого Зерцала» Винсента из Бове (1264).
Хотя ван Бундале и посвятил своё сочинение дворянам, из содержания его видно, что рассчитано оно и на бюргеров, которые, по его мысли, праведными трудами и честным достатком способны удостоиться вечной жизни не в меньшей степени, чем представители духовного сословия. Известно четыре полных рукописи и несколько отрывков этого сочинения.

### «Об Эдуарде III»
Рифмованная хроника в 2018 стихах, написанная между 1341 и 1350 годами, в которой описываются первые годы Столетней войны и действия английского короля Эдуарда III во Фландрии и Брабанте против французов в союзе с герцогом Жаном III в 1338—1340 годах. Изложение ведётся в панегирическом духе от третьего лица, а содержание выдаёт заимствования из «Брабантских деяний».
Впервые хроника была издана в 1840 году в Генте Яном Франcем Виллемсом по рукописи XV века из Королевской библиотеки Бельгии, поступившей туда из собрания аббатства Грюнендаль близ Брюсселя.

### «Убеждения Яна»
Стихотворное полемическое сочинение в форме диалога между Alter ego Яном и его товарищем Вутером, в котором содержится критика современных автору общественных установлений, а также духовных и светских феодалов. Для иллюстрации своих выводов ван Бундале использует примеры из Библии, богословских и исторических текстов, выступая против распространённых в его годы пессимистических и эсхатологических взглядов, пытаясь доказать, что его эпоха, в принципе, была не хуже прежних времён.
Вопреки церковной традиции, он безапелляционно утверждает, что миряне, в сущности, заслуживают спасения даже больше, чем клирики, так как чаще подвергаются земным искушениям. «Убеждения Яна» были написаны до 1334 года, поскольку посвящены умершему не позже этой даты Рогиру ван Леевдале.

### «Книга казней божьих»
Использует библейские и исторические примеры наказания людей свыше за все их грехи и нечестие для обоснования критики злоупотреблений со стороны духовных и светских властей. Прогнозируя будущее и рассуждая о конце света, ван Бундале предсказывает столетнее правление принца мира Константина, который должен сменить короля Эдуарда Английского, убеждая своих современников в необходимости добродетельной жизни.
Помимо Священного Писания и богословских текстов, ван Бундале использует в качестве источников собственные хроники и апокрифические евангелия. Выделяются две редакции сочинения: первая создана в 1346 году в ответ на отказ папы Климента VI отменить отлучение от церкви императора Людвига Баварского, которому явно сочувствует автор, вторая относится к 1351 году, когда произошла упоминаемая в ней битва при Звартевале, произошедшая в Зеландии. В ней также содержится намёк престарелого ван Бундале на свою скорую смерть.

## Издания и исследования
Начало исследованиям творчества ван Бундале положено было в 1800 году Хейнриком ван Вейном. Опубликованные ещё в XIX столетии, исторические и поэтические сочинения ван Бундале, рукописи которых хранятся в Королевской библиотеке Бельгии (Брюссель), Государственной библиотеке Антверпена (нидерл. Stadsbibliotheek Antwerpen), Баварской государственной библиотеке (Мюнхен) и др., долгое время не переиздавались, и полноценная публикация их в оригинале, на средненидерландском языке, с современными научными комментариями, отсутствует до сих пор. В виде альтернативы начиная с 1998 года выпускались электронные издания на CD-ROM, а также онлайн-публикации, обыкновенно приуроченные к выходу в свет очередных посвящённых их автору научных работ. Ведущим современным специалистом в области изучения литературного и исторического наследия ван Бундале является доктор истории профессор Лейденского университета Роберт Штейн.

## Издания
- Jan de Klerk van Antwerpen. Van den derden Edewaert, coninc van Engelant, rymkronyk geschreven omtrent het jaer 1347, uitgegeven met aenteekeningen, door J. F. Willems. — Gand: F. en E. van Gysselynck, 1840. — 84 p.
- Jean de Klerk, d'Anvers. Édouard III, roi d'Angleterre, en Belgique, chronique rimée écrite vers l'an 1347; traduite… en français par Octave Delepierre. — Gand: Annoot Braeckman, 1841. — iii, 47 p.
- Willem Jozef Andries (ed.). Die Dietsche doctrinale leerdicht van den Jare 1345. — Gravenhage: Schinkel, 1842. — lx, 375 s.
- Les Gestes des Ducs de Brabant, par Jean de Klerk, d’Anvers, publiés par J. F. Willems, 2 t. — Brussels: M. Hayez, 1839—1843.
- Vries M. de (ed.). Der leken spieghel, leerdicht van den jare 1330, door fan Boendale, gezegd Jan de Clerc, schepenklerk te Antwerpen, 3 dln. — Leiden, 1844—1848.
- Nederlandsche gedichten uit de veertiende eeuw van Jan Boendale, Hein van Aken en anderen, naar het Oxfordsch handschrift uitgegeven door F. A. Snellaert. — Brussel: Hayez, 1869. — xcvi, 833 p.